# Venus y Marte (Botticelli)
Venus y Marte (en italiano, Venere e Marte)  es un cuadro destacado del pintor Italiano Sandro Botticelli. Se conserva en la National Gallery de Londres, Reino Unido, donde se exhibe con el título de  Venus and Mars. Está realizado al temple y óleo sobre tabla de álamo. Mide 69 cm de alto y 173 cm de ancho. 
Fue pintado en 1483. Dado que su tema es el amor, esta pintura fue posiblemente encargada con ocasión de una boda de la familia Vespucci, perteneciendo al género de los cassoni. Por su formato, es posible que la obra formara parte de un "espaldar" que adornaría el dormitorio de los novios. Este formato apaisado no es nada adecuado para una representación con tan pocas figuras.
La pintura trata de la victoria amorosa. Una arboleda de mirtos, el árbol de Venus, forma el telón de fondo para los dos dioses que están tumbados, uno frente a otro, en un prado. 
La diosa del amor está totalmente vestida y peinada, con los pliegues de un lujoso vestido blanco cayendo suavemente, lo mismo que sus rizos. Vigila atentamente el sueño del desnudo Marte, que está durmiendo, en una representación escultórica del desnudo masculino. El dios de la guerra se ha quitado su armadura y yace sobre su capa de color rojo; todo lo que lleva es un trapo blanco sobre los genitales. Se retrata aquí a un bello adolescente, encarnando la belleza ideal; esta figura puede considerarse como directamente precursora del Adán de la Creación en la Capilla Sixtina. 
Mientras, pequeños sátiros juegan traviesamente con las armas, el yelmo y la armadura del dios de la guerra. Su pintura es uno de los primeros ejemplos en la pintura del Renacimiento que representa así a estos bulliciosos y lujuriosos seres híbridos.
Se ha pensado que este cuadro pudo reflejar los amores de Juliano de Médici y Simonetta Vespucci, tal como los describe Poliziano en su Giostra. Pero existen notables divergencias entre el poema de Poliziano y este cuadro del cual, realmente, sólo se tomaría la imagen de Simonetta, la Venus, tendida sobre un prado, "candida ella e candida la vesta" (blanca ella, y blanco su vestido); en sus mejillas aparecerían los síntomas de la tuberculosis que acabaría con ella a los 23 años. Por lo demás, actualmente se considera que Botticelli se inspiró en un antiguo sarcófago hoy en los Museos Vaticanos en el que estaban representados Baco, el dios del vino, y Ariadna en actitud parecida. Los traviesos sátiros fueron probablemente sugeridos por una descripción de la famosa pintura clásica Boda de Alejandro Magno con la princesa persa Roxana, escrita por el poeta griego Luciano en sus Diálogos. Botticelli reemplazó a los amoretti que Luciano describió jugando con las armas de Alejandro por pequeños sátiros. Los bulliciosos faunos forman parte del séquito de Baco, y tienen, de acuerdo con una antigua tradición, pequeñas piernas de cabra, cuernos y colas. La concha de Tritón que uno de los faunos está soplando junto a la oreja de Marte se usaba en tiempos clásicos como cuerno de caza. Pero no podrá perturbar al dios durmiente, como tampoco las avispas que están a la derecha del todo, junto a la cabeza del dios. 
Las avispas pueden ser una referencia a los clientes que encargaron la pintura. Forman parte del escudo de armas de la familia Vespucci, cuyo apellido proviene de vespa, avispa en italiano. La familia Vespucci estaba relacionada con los Médici, mecenas de Botticelli, por el matrimonio, celebrado en 1482, entre Pierfrancesco Médici y Semiramide Vespucci. También pueden tener un sentido simbólico, aludiendo a que en los placeres del amor puede tener cabida el dolor.
A pesar de la dificultad del formato, Botticelli logra una composición genial. Por un lado, las figuras de Venus y Marte están tendidos en posición simétrica. Entre ellos, un triángulo invertido cerrado por la lanza que llevan los tres faunos. Por otro lado, hay pasividad y actividad en ambas figuras. Marte está pasivo, pues duerme, mientras Venus, vigilante, está activa; por contraposición, la diagonal que traza el cuerpo de Venus, desde lo alto de la izquierda hacia abajo, muestra reposo, mientras que la línea oblicua de Marte, que desde abajo a la izquierda asciende hasta arriba a la derecha, es claramente activa.
El significado es oscuro, como la mayor parte de las obras del renacimiento. Se cree que trata el tema del poder del amor (Venus-Humanitas), esto es, el grado más elevado de la evolución humana, derrotando la fuerza del guerrero (Marte, dios de la guerra y fuerza destructiva). Sería expresión del mensaje neoplatónico de que el amor, que Platón entendía sobre todo como fuerza espiritual, ha vencido a los horrores de la guerra y de la violencia. El Amor amansando a la Violencia sería también una alegoría del matrimonio. De esta manera debe ejemplificar las teorías del filósofo Marsilio Ficino, según las cuales las exhortaciones a la virtud se reciben mejor si se representan en imágenes agradables. 